# البه ایر
البه ایر (به انگلیسی: Elbe Air) یک شرکت هواپیمایی است. دفتر مرکزی البه ایر در بورن، آلمان واقع شده‌است.